# 小中華思想

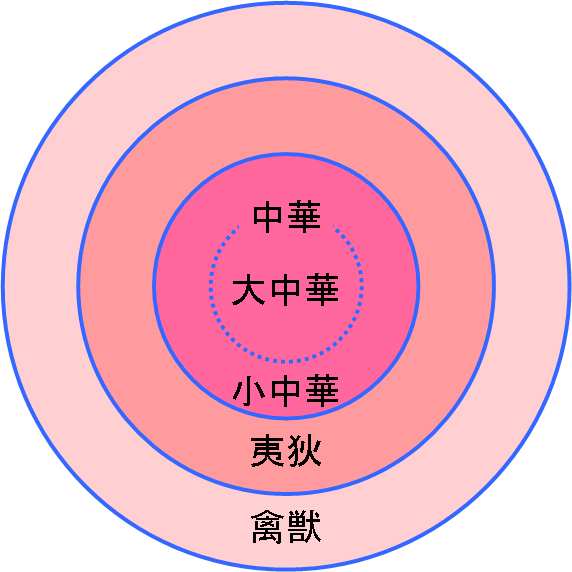
小中華思想下的華夷秩序

小中華思想（韓語：소중화/小中華），是一種由中華思想派生而來的，指中華文化圈中政治制度與語言不同於漢族的民族或國家，自認也是中華的意識:59，朝鮮半島:59、越南:120、日本:109,111-112等古代東亞各國接受中華文化過程中的副產品:111。

## 各地的小中華思想

### 朝鮮半島

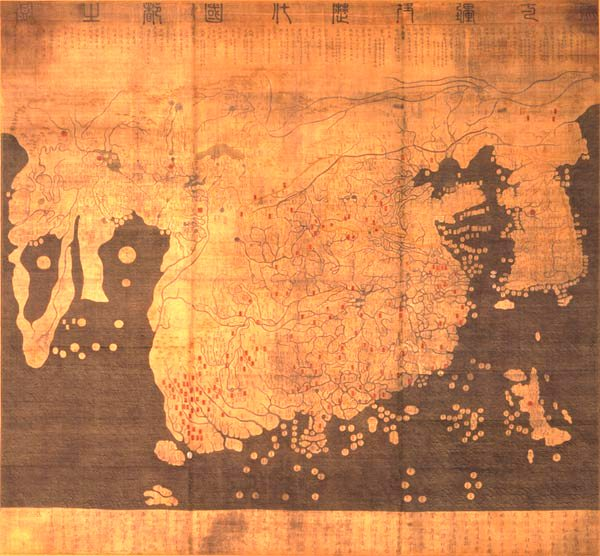
混一疆理历代国都之图

朝鮮半島接受華夏文明甚早。朝鲜王朝《宣祖實錄》稱：「我國自箕子受封之後，歷代皆視為內服，漢時置四郡，唐增置扶餘郡。至於大明，以八道郡縣，皆隸於遼東，衣冠文物，一從華制，委國王御寶以治事」。朝鮮王朝徐居正作《東國通鑒》，稱「衣冠制度，悉同乎中國，故曰詩書禮樂之邦，仁義之國也，而箕子始之，豈不信哉」。高麗仁宗曾下詔，要求國民「景行華夏之法，切禁丹狄之俗」。不過，朝鮮少有僭稱中華者，而以「小中華」自居。朝鲜王朝《成宗實錄》稱：「吾東方自箕子以來，教化大行，男有烈士之風，女有貞正之俗，史稱小中華」。
17世紀，滿族的清王朝代替漢民族的明王朝取得了中原支配地位，朝鮮的儒者們認為滿族沒有正統性來繼承中華文明，中原的中華文明隨著明朝一起滅亡了（參照中國中心主義）。「中華文明之最優等生的朝鮮理當為正統中華文明的繼承者」和「朝鮮應當去完成中華的作用」是這種思想在朝鮮的開端。朝鲜王朝認為朝鮮是東方的禮儀之邦、君子之國、隱士王國，中華文化的承繼與發揚者。在非正式场合下有时依然使用明崇禎年號，稱清帝為「虜王」。不過，朝鲜直至19世纪对清廷仍采取事大政策。在朝鮮國王死後，清朝也會如明朝一樣賜予諡號；但朝鮮認為被「夷狄之國」賜予諡號是一種恥辱，因此將其自所有官方史料中抹殺。甲午战争后，朝鮮宣佈獨立並斷絕清朝的宗藩關係，但事實上是日本的傀儡政權，1910年被日本併吞。
1945年二戰結束，南韓恢復獨立後則開始注重本土化、同時也積極西化及現代化，中國文化的影響力逐漸沒落。朝鲜则对事大主义进行了否定，与中国共产党有关系的延安派亦遭到清洗。

### 越南
1428年越南脫離明代中國統治以後，越南君主對內與對外採取了不同的稱呼：其對內稱「皇帝」，對中國則自稱「國王」。在東南亞一帶，越南則以中國、中夏自居，稱他國為夷狄。1300年越南陈英宗传檄诸将曰：“汝等……为中国之将，侍立夷酋，而无忿心！”其中“中国”指越南。《大越史记》记载，1427年越南与明朝战争，黎太祖谕天下曰：“贼在中国，民犹未定，于汝安乎？昔胡氏无道，贼因此而夺我国家”，其中中国指南，明朝軍隊则是“贼”。如黎聖宗1470年親征占城，詔曰：「自古夷狄為患中國」；1479年征哀牢（老撾），詔曰：「朕丕繩祖武，光御洪圖，蒞中夏，撫外夷」（同時1479年在老撾川壙高原盆蠻一帶置鎮寧府）。
滿洲族的清朝統治中國後，越南阮朝認為自己亦继承了中華文明，而與北方中原「各帝一方」「各華其華」，有在東南亞傳播中華文明的責任。但越南直到1885年被法国侵占，一直为清朝的藩属国。「越南」这一国号亦为清嘉庆帝所定。
到了19世紀，安南阮世祖復國，驅逐歐洲白人，自稱「中國之於外夷，治以不治」、「先王經理天下，夏不雜夷，此誠杜漸防微之意也。紅毛人狡而詐，非我族類，其心必異，不可聽其居留」。阮朝統治時期，文化發展蓬勃，當時士大夫自詡為中國文化的繼承者，認為越南是「華」非「夷」。如李文馥在其著作《閩行詩話‧夷辨》裡描述越南文化狀況：「以言乎治法，則本之二帝三王；以言乎道統，則本之六經四書。家孔孟而戶程朱，其學也；源左國而流班馬，其文也；詩賦則昭明文選，而以李杜為依歸；字畫則周禮六書，而以鍾王為楷式。賓賢取士，漢唐之科目也；博帶峩冠，宋明之衣服也。推而舉之，其大也如是，而謂之夷，則吾不知其何如為華也？」
在1945年越南脫離法國殖民統治後，越南棄用漢字。越南開始注重本土化、同時也積極現代化，中國文化的影響力逐漸沒落。

### 日本
日本很早就存在小中華思想。一方面，日本承認存在於中國的華夷天下的秩序之中，如漢朝、宋朝時的倭王都明確受到過中國的冊封，明朝时的丰臣秀吉亦被封为“日本国王”，而在日本領土範圍內也存在小範圍的華夷秩序。大和國以東海中國自居，對日本群島上尚未統治地區族群稱為夷。奈良時代藤原廣嗣上表日本天皇稱：“北狄蝦夷，西戎隼（隼人）俗，狼性易亂，野心難馴。往古已來，中國有聖則後服，朝堂有變則先叛”。中国唐朝人则被归入“夷狄”之列，如《集令解》载：卷4“除朝聘外，在京唐国人等皆入夷狄之例”；卷28「天子，祭祀所稱。天皇，詔書所稱。皇帝，華夷所稱。陛下，上表所稱。」。而日本自稱為中國、華夏，如“通中國於是始矣”、“華夏載佇”，“新羅不事中國”“蓋以安中國也”
「其蝦夷者，依請須移配中國，唯俘囚者，思量便宜，安置當土」
等等。日本在弘安之役後，则以神國自居，不時批評中國不再是華夏。
德川光圀認為滿洲族的清王朝征服中原以後，自古以來沒有被異民族支配過的日本是中華文明的唯一有資格的繼承者。這種思想也被水戶學（陽明學）所繼承。由水戶學哺育的尊王思想（尊王攘夷）產生了明治以後的國體思想以及皇國史觀思想。
明清交替後，日本認為中國發生華夷變態；山鹿素行亦在《中朝事實》中認為日本才配稱「中朝」、「中華」、「中國」，而稱中國為「外朝」。山鹿認為「外朝」多次受夷狄佔領而失去文明，而且自古以來多次因為叛逆篡弒而改朝換代，不像「中朝」有延續二百萬年不易的皇統。如「人有華夷，……四夷不遠千里之險，萬傾之渺，歸仰投化，……中華之文明，聖王之治教，天以授之，人以與之，實過化之極功也。」
到了明治維新時期，日本明治天皇於明治2年（1869年）下令國史局總裁，稱：“其速正君臣名分之誼，明華夷內外之辨，以扶植天下之綱常”。
明治維新後，“脫亞入歐”一度在日本興起，一方面不願認清朝為中華而稱為“支那”，一方面以“中國”自居者日漸減少。日本主流注重西化及現代化，近代中國文化逐漸被冷落，不过大致仍尊重先秦至唐宋期间的传统中国文化。
但日本的小中華思想仍舊存在，改以中國古稱“神州”取代。如藤田東湖於《弘道館記述義》稱“神州（按：指日本）自神州，西土（按：指中國）自西土”]；於《和文天祥正氣歌》稱“神州何君，萬古仰天皇”
最後連第二次世界大戰終日1945年8月15日昭和天皇玉音廣播中使用的《大東亞戰爭終結詔書》中記載了“神州之不滅信”。另外，陸軍大臣阿南惟幾在同一天切腹時所留下的遺書中也記載了“確信神州不滅”。

## 附表
| 汉语传统名称 | 韩语译名 | 越南语译名 | 日语译名 |
| ------------ | -------- | ---------- | -------- |
|              |          |            |          |
|              | [ a ]    |            |          |
|              |          |            |          |
|              |          |            |          |
|              |          |            |          |
|              |          |            |          |
|              |          |            |          |
|              |          |            |          |